# 대전가양중학교
대전가양중학교(大田佳陽中學校)는 대한민국 대전광역시 동구 가양동에 있는 공립 중학교이다.

## 학교 연혁
- 1982년 11월 25일 : 대전가양중학교 설립인가 (27학급)
- 1983년 3월 1일 : 초대 김한묵 교장 취임
- 1983년 3월 10일 : 개교 및 제1회 입학식 (604명)
- 1986년 2월 11일 : 제1회 졸업식 (604명)
- 1988년 12월 31일 : 학급 증설 인가 (45학급)
- 2003년 5월 21일 : 별관 6개 교실 증축
- 2004년 12월 23일 : 도서관 및 강당 신축
- 2010년 12월 14일 : 운동장 인조잔디 시설 준공
- 2023년 12월 21일 : 제39회 졸업식(8학급 220명) (총 18,451명)
- 2024년 3월 1일 : 제19대 이범주 교장 부임
- 2024년 3월 4일 : 제42회 입학식(7학급 161명)

## 참고 자료
- 대전가양중학교 - 한국교육학술정보원 학교알리미